# Jazeerat Al-Feel SC
El Jazeerat Al-Feel SC (àrab: نادي جزيرة الفيل الرياضي, Nādī Jazīrat al-Fīl ar-Riyāḍī, ‘Club Esportiu de Jazírat al-Fil [i.e. l'Illa de l'Elefant]’) és un club de futbol sudanès de la ciutat de Wad Medani.